# Frankfurt-Höchst (stacja kolejowa)
Frankfurt (Main) Höchst – stacja kolejowa we Frankfurcie nad Menem, w Hesji, w Niemczech. Stacja położona jest w dzielnicy Höchst am Main. Z dwunastoma krawędziami peronowymi stanowi pod względem budowlanym drugi co do wielkości dworzec Frankfurtu. Obecnie stanowi przystanek S-Bahn oraz pociągów podmiejskich i regionalnych i najważniejszy węzeł komunikacyjny zachodnich dzielnic Frankfurtu.

## Historia

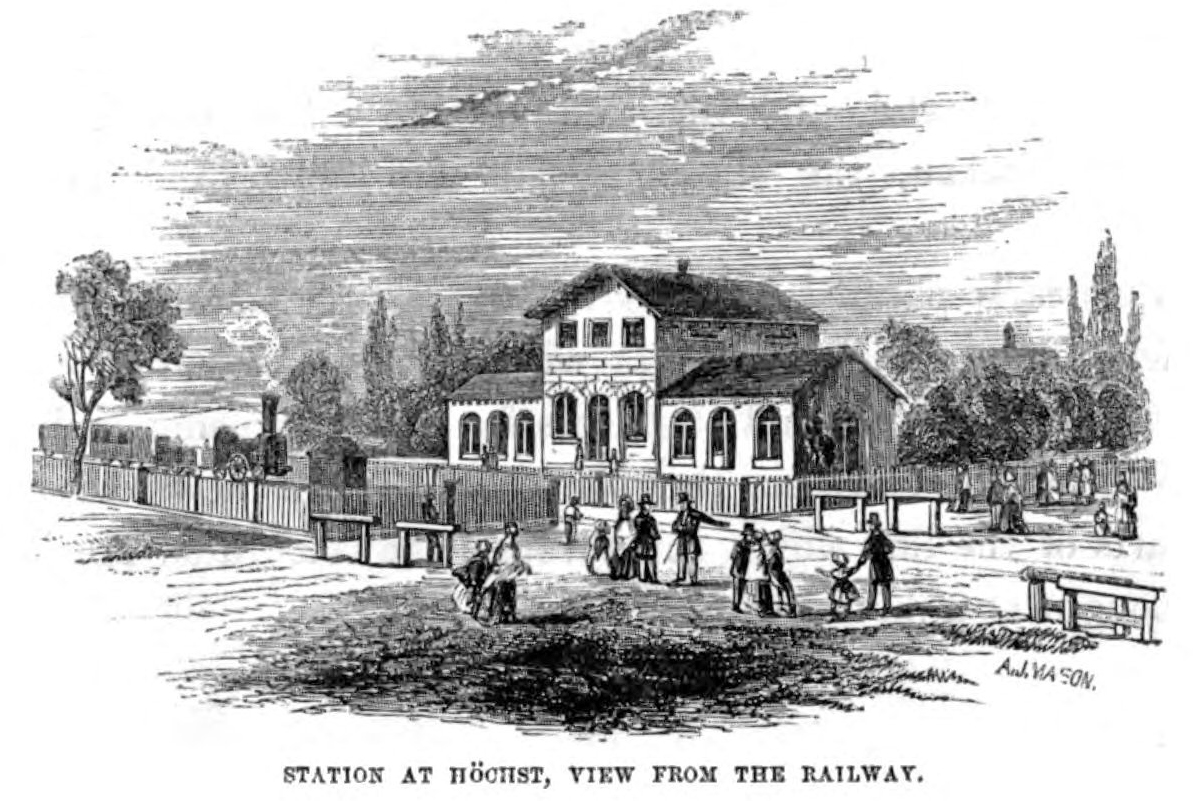
Pierwszy dworzec w Höchst z roku 1839 na angielskim stalorycie z 1846

Pierwszy dworzec w niezależnym wówczas mieście Höchst am Main powstał w ramach budowy jednej z pierwszych linii kolejowych w Niemczech. 26 września 1839, a zatem cztery lata po linii z Norymbergi do Fürth, otwarto pierwszy odcinek Taunusbahn, prowadzący z Taunusbahnhof we Frankfurcie do odległego niecałe dziewięć kilometrów Höchst am Main. Ten pierwszy dworzec znajdował się na wysokości Königsteiner Straße, około 400 metrów na wschód od obecnego budynku. Ze względu na panujące wówczas rozdrobnienie dzielnicowe Niemiec była to linia międzynarodowa, łączyła bowiem niepodległe od 500 lat Wolne Miasto Frankfurt z sąsiadującym Księstwem Nassau. Wiosną 1840 ukończono Taunusbahn, prowadząc ją przez Hattersheim, Flörsheim i leżące już w Wielkim Księstwie Hesja-Darmstadt Mainz-Kastel aż do stolicy Księstwa Nassau, Wiesbaden. Cały przebieg linii przez Höchst jest obecnie częścią mocno obciążonej ruchem linii S-Bahn S1, co stanowi spektakularny przykład długoterminowego oddziaływania raz podjętych decyzji polityki transportowej.
Już w 1847 uruchomiono kolejną linię kolejową do dworca w Höchst, który stał się tym samym węzłem kolejowym. Krótka linia boczna Sodener Bahn łączyła znany kurort Soden poprzez Höchst z resztą świata i stanowiła jedną z pierwszych w niemchech kolei drugorzędnych. Następna, znacznie ważniejsza linia powstała dopiero w 1877. Limburger Bahn stanowiła połączenie Frankfurtu z linią kolejową Lahntalbahn Gießen – Koblencja.

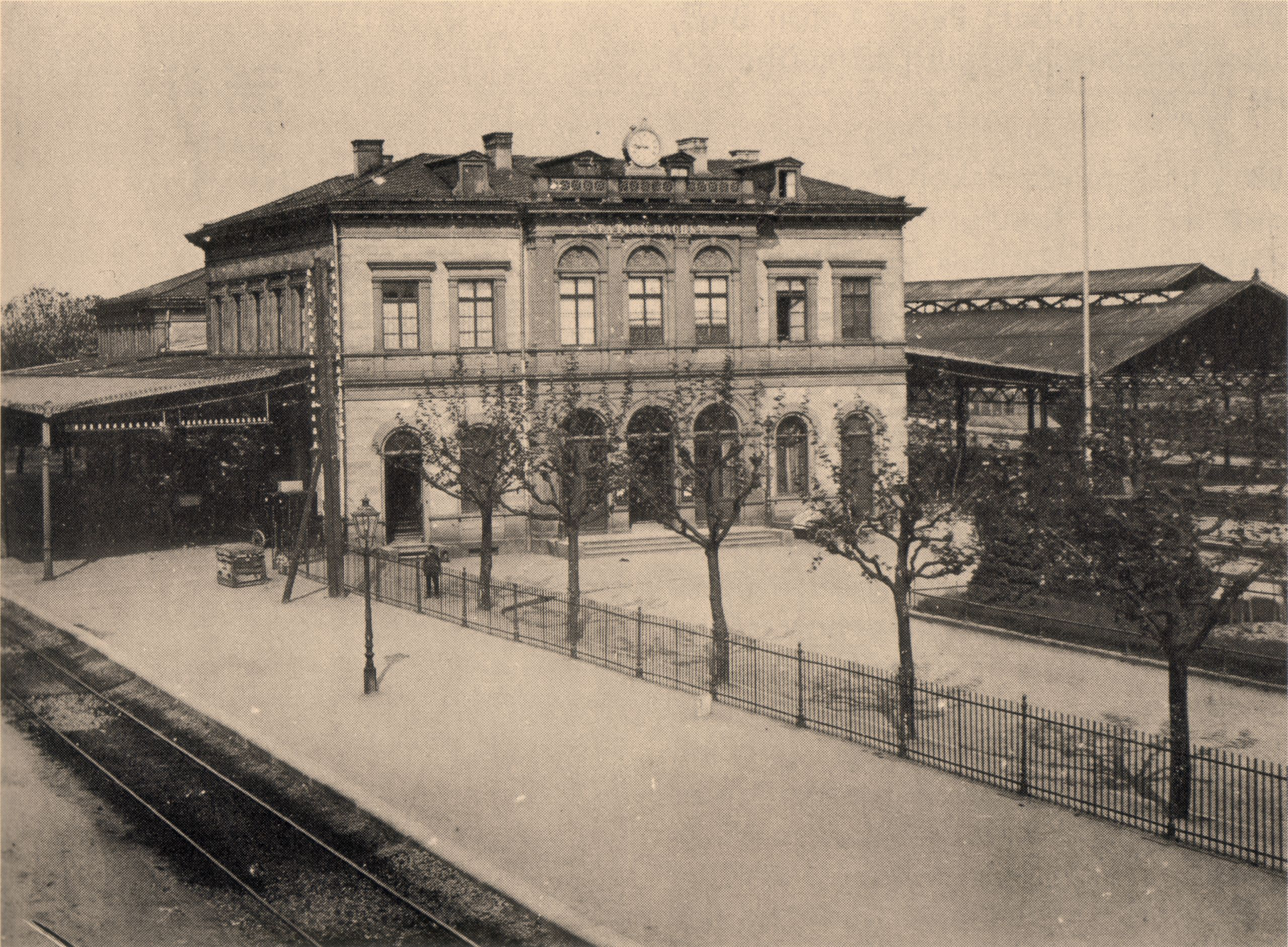
Drugi dworzec w Höchst am Main z 1880

Po dobudowie nowej linii w 1880 zburzono pierwszy budynek stacyjny i wzniesiono nowy wedle projektu królewskiego inspektora kolejowego i komunikacyjnego Heinricha Veldego, który zbudował w regionie Ren-Men łącznie 37 dworców, przy czym dworzec w Höchst uchodził za jego najwybitniejsze dzieło.
W 1902 otwarto lokalną linię kolejową przez Kelkheim do Königstein, tak że wraz ze zbudowaną w międzyczasie drugą linią do Frankfurtu (przez Griesheim) do stacji w Höchst z obu kierunków prowadziły po trzy linie. Od 1 września 1905 doszła do tego tzw. Łącznica Zdrojowa (Bäderkurve) stanowiąca skrót ze stacji Rödelheim z ominięciem Dworca Głównego we Frankfurcie. Początkowo po tej linii kursowały tylko pociągi towarowe, a od 1908 także pasażerskie, m.in. pociągi pospieszne na trasie Berlin – Wiesbaden przez Bad Nauheim i Bad Homburg vor der Höhe. Stacja nadal jeszcze niezależnego miasta Höchst stał się ważnym węzłem kolejowym.
Od roku 1912 przeniesiono linie kolejowe w rejonie stacji na nasyp, zastępując przejazdy kolejowo–drogowe wiaduktami. Nowy, trzeci już i istniejący do dziś budynek dworca w stylu nawiązującym do secesji projektu Armina Wegnera ukończono w roku 1914 – był on ostatnim otwartym przed wybuchem wojny światowej budynkiem użyteczności publicznej w mieście. Przebudowę urządzeń dworca zakończono w 1920 r.

## Układ przestrzenny i stan stacji
Stacja w Höchst ma sześć przelotowych peronów wyspowych w kierunku wschód-zachód z indywidualnymi zadaszeniami. Tory położone są ponad poziomem ulicy. Na perony prowadzi z położonego po południowej stronie budynku stacyjnego tunel pieszy. Na wschód od niego znajduje się nie używany obecnie tunel bagażowy z windami na poziom peronów. Przy północnym wyjściu znajduje się parking dla samochodów osobowych, zaś w pobliżu głównego wejścia po stronie południowej dworzec autobusów lokalnych i miejskich.
Z dwunastoma krawędziami peronowymi stacja wykazuje rozmiary wystarczające dla dużego miasta. W rzeczywistości regularnie wykorzystywanych jest tylko osiem krawędzi peronowych, jeden z peronów nie jest używany wcale. Także reprezentacyjny budynek wejściowy z kioskiem i Centrum Podróży i tunel wejściowy na perony są mocno zaniedbane. Ponadto perony nie są dostępne dla niepełnosprawnych, brak wind, a nawet schodów ruchomych. Toalety zamknięto ze względu na notoryczne niszczenie przez wandali w 1993, a otwarto je ponownie dopiero w marcu 2006.